# Бевче
Бевче (словен. Bevče) је насељено место у општини Велење, Савињска регија, Словенија.

## Историја
До територијалне реорганизације у Словенији било је у саставу старе општине Велење.

## Становништво
У попису становништва из 2011. године, Бевче је имало 322 становника.
| Број становника према пописима | Број становника према пописима | Број становника према пописима |
| ------------------------------ | ------------------------------ | ------------------------------ |
| 1991                           | 2002                           | 2011                           |
| 206                            | 216                            | 322                            |

Напомена: До 1952. исказивано под именом Бевшка вас. Године 1979. умањено за део насеља који је припојен насељу Велење.